# New Volley Libertas
Il New Volley Libertas è una società pallavolistica femminile italiana con sede ad Aversa.

## Storia
Il New Volley Libertas è stato fondato nel 2005 con sede a Gricignano di Aversa: nei primi anni di attività disputa diversi campionati a livello regionale fino alla stagione 2010-11 quando escordisce in Serie B2; nella stagione successiva, grazie al primo posto nel girone, ottiene la promozione in Serie B1.
La prima annata in Serie B1 si conclude con una nuova promozione, dopo aver vinto la reguar-season e i play-off promozione: nella stagione 2013-14 fa il suo esordio nella pallavolo professionistica in Serie A2, mentre nella stagione successiva sposta la sede ad Aversa. Al termine del campionato 2015-16, dopo aver conquistato l'undicesimo posto in classifica, retrocede in Serie B1.